# Danzig 4
Danzig IV är det fjärde studioalbumet av det amerikanska hårdrocksbandet Danzig. Albumet gavs ut i december 1994 på skivbolaget American Recordings, och är det sista albumet där alla originalmedlemmar medverkar.

## Låtlista
1. "Brand New God" - 4:30
2. "Little Whip" - 5:10
3. "Cantspeak" - 4:06
4. "Going Down to Die" - 5:00
5. "Until You Call on the Dark" - 4:25
6. "Dominion" - 4:13
7. "Bringer of Death" - 4:40
8. "Sadistikal" - 5:07
9. "Son of the Morning Star" - 5:04
10. "I Don't Mind the Pain" - 4:46
11. "The Stalker Song" - 5:49
12. "Let It Be Captured" - 5:17
13. "Invocation" - 3:00 (gömd låt)

## Musiker
- Glenn Danzig - sång, gitarr, piano
- Eerie Von - bas
- John Christ - gitarr
- Chuck Biscuits - trummor